# Кретинин, Иван Степанович
Иван Степанович Кретинин (20 сентября 1926 — 21 октября 2008) — передовик советского дорожного строительства, 	машинист скрепера дорожно-строительного управления № 23 Министерства строительства и эксплуатации автомобильных дорог Украинской ССР, Харьковская область, Герой Социалистического Труда (1971).

## Биография
Родился в 1926 году в селе Краснолипье Воронежской губернии в русской семье. 
В 1943 году мобилизован в Красную Армию. Участник Великой Отечественной войны. Службу проходил в железнодорожных войсках. Член ВКП(б)/КПСС. 
В 1950 году возвратившись, начал трудовую деятельность механиком скрепера в Харьковском дорожно-строительном управлении №23 треста "Харьковдорстрой". В своей работе постоянно совершенствовался. Освоил новый метод отсыпки земельного полотна с одновременным его уплотнением. Задания восьмой пятилетки исполнил досрочно к январю 1970 года.Внёс пять рационализаторских предложений, которые дали экономию средств.  
Указом Президиума Верховного Совета СССР от 4 мая 1971 года за достижение высоких показателей в производстве Ивану Степановичу Кретинину было присвоено звание Героя Социалистического Труда с вручением ордена Ленина и медали «Серп и Молот. 
Отработал на производстве до выхода на заслуженный отдых. Являлся делегатом XII съезда профсоюзов автотранспорта. 
Проживал в городе Харькове. Умер 21 октября 2008 года. 

## Награды
За трудовые успехи был удостоен:
- золотая звезда «Серп и Молот» (04.05.1971)
- орден Ленина (04.05.1971)
- Орден Отечественной войны II степени (11.03.1985)
- Орден Знак Почёта (05.10.1966)
- другие медали.

- Заслуженный дорожник Украинской ССР.